# ABC Nantes

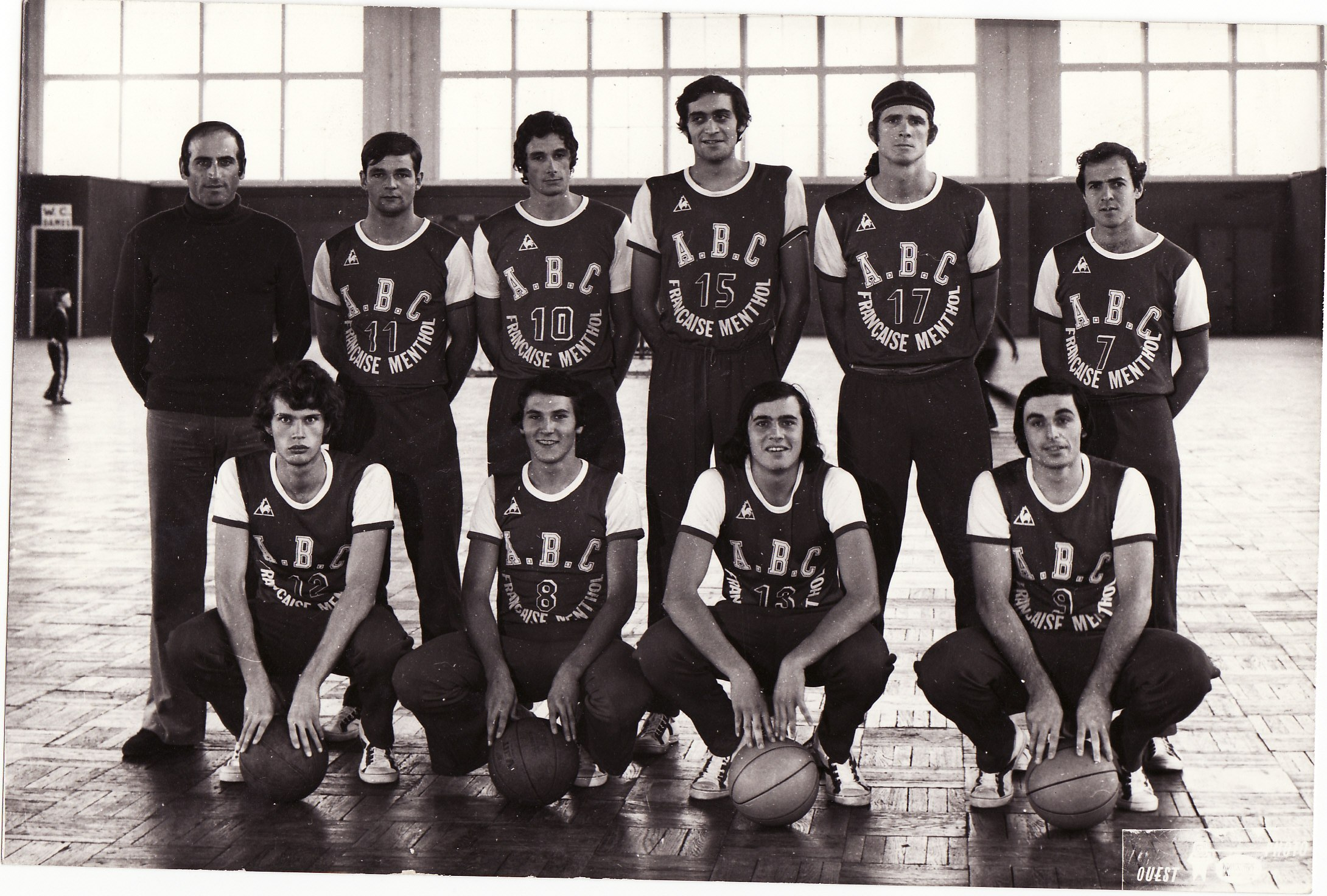
Equipe 1972 de l'Atlantique Basket Club

L'ABC Nantes (Atlantique Basket Club de Nantes) est un club de basket-ball français basé à Nantes, aujourd'hui disparu.
Désormais (2007) c'est l'Hermine de Nantes qui est le club phare de la ville, il évolue en Pro B (2e division).

## Histoire
Le club a appartenu pendant 18 saisons à l'élite du championnat de France (entre 1953 et 1991), pour un bilan de 145 victoires, 9 matchs nuls et 190 défaites en 344 matchs.
- 1995 Dissolution du club

## Palmarès
- Pro A (anciennement National 1) : Classé Troisième en 1965/1966, 1962/1963
- Champion de France de Nationale 2 (deuxième division) : 1971
- Nationale Masculine 1 : Classé premier en 1983/1984
- Vainqueur de la Coupe de France : 1966

## Entraîneurs successifs
Henri Manhe, figure marquante du club. Entraineur des Garennes et de l'ASPTT Nantes notamment, avec à chaque fois de belles montées en élite avec peu de moyen. Décédé en aout 2007, il laisse son empreinte sur le basket breton pour toujours. Aujourd'hui, son petit-fils Rodolphe reprend son héritage et son talent.
Entraineurs durant les saisons de Nationale/Pro A
1953-1955 :  Robert Perkons
1956-1959 :  Yvan Gominon
1961-1962 :  Serge Kalember
1962-1969 :  Raphaël Ruiz
1969-1973 :  Christian Bayer
1974-1975 :  Carmine Calzonetti

## Joueurs marquants du club
- Michel Le Ray
- Jean-Claude Bonato
- Raphaël Ruiz
- Jean Marc Jubien
- Patrick Barrett
- Carmine Calzonetti
- Vincent Schafmeister
- Marc Cléro
- Patrick Petit
- Jacques Verrier
- Thierry Rigaud
- Jacques Rodet
- Patrick Marin
- Claude Besson
- Louis Bertorelle
- Stéphane Lauvergne
- George Montgomery
- Derrick Pope
- Andy Fields
- Larry Boston
- Philippe Vassalo
- Jean-Charles Bolzer